# Mândra (okręg Braszów)
Mândra – wieś w Rumunii, w okręgu Braszów, w gminie Mândra. W 2011 roku liczyła 1076 mieszkańców.